# Conciliul de la Arles
De-a lungul Antichității târzii și Evului Mediu, la Arles, oraș francez ce a fost schimbat între mai multe state succesive, au avut loc mai multe concilii care au rămas cunoscute drept Conciliul de la Arles (în latină Concilium Arelatense), relevante pentru creștinismul timpuriu.
Primul și cel mai important dintre acestea a avut loc în 314, fiind convocat de Sfântul Papă Silvestru I în primul an al pontificatului său. A avut ca efect principal declararea donatismului ca erezie și excomunicarea lui Donatus Magnus. A fost un conciliu premergător Conciliului Ecumenic de la Niceea din 325.